# Nagykálló
Nagykálló är en stad i distriktet med samma namn i provinsen Szabolcs-Szatmár-Bereg i nordöstra Ungern. Nagykálló hade år 2020 totalt 9 168 invånare.